# John Ostrom
John Harold Ostrom (* 18. Februar 1928 in New York City; † 16. Juli 2005 in Litchfield, Connecticut) war ein US-amerikanischer Paläontologe.
Ostrom zählt zu den bedeutendsten Wirbeltierpaläontologen der zweiten Hälfte des 20. Jahrhunderts und hat insbesondere die Dinosaurierforschung ganz entscheidend geprägt. Zu seinen größten Leistungen gehören die Theorie der Warmblütigkeit der Dinosaurier und die Wiederbelebung der Theorie, dass die Vögel von den Dinosauriern abstammen.

## Lebenslauf
- 1951: Bachelor of Science, Union College

- 1960: Promotion, Columbia University, New York
- 1960 bis 1965, Assistant Professor für Geologie, Beloit College, Beloit, Wisconsin

- 1965 bis zum Ruhestand: Professor für Geologie und Geophysik an der Yale University, New Haven

## Wissenschaftliche Verdienste
Ostrom hat sich im Laufe seiner wissenschaftlichen Karriere mit zahlreichen Gruppen der Dinosaurier beschäftigt und das Feld in vielen Bereichen entscheidend beeinflusst.
In seiner Promotion und nachfolgenden Arbeiten beschäftigte Ostrom sich mit der Anatomie und Ökologie der entenschnäbeligen Hadrosaurier (Hadrosauridae). Er widersprach darin der damals gängigen Meinung, dass es sich bei diesen Tieren um semiaquatische Sumpfbewohner handelte und stellte zum ersten Mal detaillierte Überlegungen zur Ernährungsweise der Hadrosaurier. Ostroms Hadrosaurier-Arbeiten inspirierten weitere Forschungen auf diesem Gebiet, die schließlich zu den heutigen Erkenntnissen über die erstaunliche anatomische und ökologische Komplexität dieser Tiere führten.
Die nächste Dinosauriergruppe, der Ostrom sich zuwandte, waren die horntragenden Ceratopsia. Auch hier publizierte er bedeutende, detaillierte Analysen der Anatomie und Ökologie dieser Gruppe, die entscheidend zu weiteren Fortschritten in der Erforschung dieser Tiere beitrugen.
Im Jahr 1969 veröffentlichte Ostrom eine seiner bekanntesten Arbeiten, die detaillierte Erstbeschreibung eines kleinen Theropoden, eines räuberischen Dinosauriers, den er Deinonychus nannte. Die Arbeit an diesem bemerkenswerten neuen Raubsaurier führte Ostrom zu zwei neuen Theorien, die die Dinosaurierforschung revolutionieren sollten. Deinonychus war ein offensichtlich auf Agilität ausgerichtetes Tier, was jedoch den damaligen Vorstellungen von Dinosauriern als langsamen, eher schwerfälligen Reptilien widersprach. Unter dem Einfluss einer Arbeit von J. E. Heath, der die Evolution der Warmblütigkeit bei den säugetierähnlichen Reptilien mit einem Wechsel in ihrer Körperhaltung in Verbindung brachte, führte dies Ostrom zu der gewagten These, dass zumindest einige Dinosaurier vermutlich warmblütig waren. Diese revolutionäre Idee veröffentlichte er 1970 in einer Arbeit mit dem eher unscheinbaren Titel Terrestrial vertebrates as indicators of Mesozoic climates.
Der andere Aspekt, auf den Ostrom durch seine Arbeit an Deinonychus aufmerksam wurde, war die große Ähnlichkeit dieses Theropoden mit dem ältesten bekannten Vogel, Archaeopteryx. Dies führte zur Wiederbelebung der Theorie der Abstammung der Vögel von den Raubsauriern, die Ostrom in mehreren einflussreichen Arbeiten während der 1970er Jahre ausarbeitete. Diese beiden seitdem äußerst kontrovers und manchmal schon fast erbittert diskutierten Theorien haben die Sichtweise der Dinosaurier, ihrer Evolution und Biologie, wohl stärker verändert als alle Entwicklungen seit den Zeiten der klassischen Dinosaurierforscher des 19. Jahrhunderts wie Richard Owen, Othniel Marsh und Edward Drinker Cope. Sie läuteten somit auch die Renaissance der Dinosaurierpaläontologie ein, die seitdem anhält und das Feld schneller vorangebracht hat als jemals zuvor.
Neben seiner Aktivität als Forscher war Ostrom auch als Hochschullehrer aktiv. Zu seinen Studenten gehörten inzwischen selbst namhafte Paläontologen wie etwa Robert Bakker, Peter Dodson, James Farlow oder Thomas Holtz.
1994 wurde Ostrom in die American Academy of Arts and Sciences gewählt.

## Veröffentlichungen
(unvollständige Liste von John Ostroms Publikationen)
- Ostrom, J. H. 1961. „Cranial morphology of the hadrosaurian dinosaurs of North America.“ Bulletin of the American Museum of Natural History 122:37-186.

- Ostrom, J. H. 1962. „The cranial crests of hadrosaurian dinosaurs.“ Postilla 62:1-29.

- Ostrom, J. H. 1964a. „A functional analysis of jaw mechanics in the dinosaur“ Triceratops. Postilla 88:1-35.

- Ostrom, J. H. 1964b. „A reconsideration of the paleoecology of hadrosaurian dinosaurs.“ American Journal of Science 262:975-997.

- Ostrom, J. H. 1966. „Functional morphology and evolution of the ceratopsian dinosaurs.“ Evolution 20:290-308.

- Ostrom, J. H. 1969. „Osteology of Deinonychus antirrhopus, an unusual theropod from the Lower Cretaceous of Montana.“ Bulletin of the Peabody Museum of Natural History 30:1-165.

- Ostrom, J. H. 1970a. „Terrestrial vertebrates as indicators of Mesozoic climates.“ North American Paleontological Convention, Proceedings D:347-376.

- Ostrom, J. H. 1970b. „Archaeopteryx: notice of a "new" specimen.“ Science 170:537-538.

- Ostrom, J. H. 1972a. „Carnivorous dinosaurs.“ McGraw-Hill Yearbook of Science and Technology for 1971 1971:176-179.

- Ostrom, J. H. 1972b. „Were some dinosaurs gregarious?“ Palaeogeography, Palaeoclimatology, Palaeoecology 11:287-301.

- Ostrom, J. H. 1973. „The ancestry of birds.“ Nature 242:136.

- Ostrom, J. H. 1974. „Archaeopteryx and the origin of flight.“ Quarterly Review of Biology 49:27-47.

- Ostrom, J. H. 1976a. „Archaeopteryx and the origin of birds.“ Biological Journal of the Linnean Society 8:91-182.

- Ostrom, J. H. 1976b. „Some hypothetical anatomical stages in the evolution of avian flight.“ Smithsonion Contributions in Paleobiology 27:1-21.

- Ostrom, J. H. 1978. „The osteology of Compsognathus longipes“ Wagner. Zitteliana 4:73-118.

- Ostrom, J. H. 1980. „The evidence for endothermy in dinosaurs.“ Pp. 15-54. In R. D. K. Thomas, and E. C. Olson, eds. A cold look at the warm-blooded dinosaurs. AAAS Selected Symposium, Boulder.

- Ostrom, J. H. 1985. „The meaning of Archaeopteryx.“ Pp. 161-176. In M. K. Hecht, J. H. Ostrom, G. Viohl, and P. Wellnhofer, eds. The beginning of birds. Freunde des Jura Museums, Eichstätt.

- Ostrom, J. H. 1990. „Dromaeosauridae.“ Pp. 269-279. In D. B. Weishampel, P. Dodson, and H. Osmólska, eds. The Dinosauria. University of California Press, Berkeley.

- Ostrom, J. H., and P. Wellnhofer. 1986. The Munich specimen of Triceratops with a revision of the genus. Zitteliana 14:111-158.